# ریوتارو ایتو
ریوتارو ایتو (انگلیسی: Ryotaro Ito؛ زادهٔ ۶ فوریهٔ ۱۹۹۸) بازیکن فوتبال اهل ژاپن است.
از باشگاه‌هایی که در آن بازی کرده‌است می‌توان به باشگاه فوتبال اوراوا رد دیاموندز اشاره کرد.